# 함마드 술탄국
함마드 술탄국(아랍어: الحمّاديون)은 1008년부터 1152년까지 현재의 알제리 북동부 지역을 통치했던 산하자 베르베르인 왕조였다. 왕조는 이후 무와히드 칼리파조에 의해 정복되었다. 함마디드 왕조는 이전 파티마 왕조의 이스마일파 교리를 무시하고, 원래의 말리크 수니파 교리를 회복시켰으며, 아바스 왕조를 정식 국가로 인정하였다.
함마디드 왕조의 첫 수도는 베니 하마드였다. 베니 하마드는 1007년에 세워져, 현재는 유네스코 세계유산으로 지정되어 있다. 베니 하마드는 이후 바누 히랄 부족에 의해 약탈되었고, 함마디드는 1090년에 수도를 베자이아로 이전하였다.